# Тони (премия, 2017)
71-я церемония награждения премии «Тони» за заслуги в области американского театрального искусства состоялась 11 июня 2017 года в концертном зале «Радио-сити-мьюзик-холл» (Нью-Йорк, США) и транслировалась в прямом эфире телеканалом «CBS» . Ведущим церемонии выступил американский актёр Кевин Спейси.

## Победители и номинанты
Источники: Playbill; The New York Times

### Основные категории
| Лучшая пьеса | Лучший мюзикл |
| --- | --- |
| - Осло - Кукольный дом. Часть 2 - Неприличная - Пот | - Дорогой Эван Хэнсен - Издалека - День Сурка - Наташа, Пьер и Большая комета 1812 года |
| Лучшая возрождённая пьеса | Лучший возрождённый мюзикл |
| - Пятак - Лисички - Настоящий смех - Шесть степеней отчуждения | - Хелло, Долли! - Фальцеты - Мисс Сайгон |
| Лучшая мужская роль в пьесе | Лучшая женская роль в пьесе |
| - Кевин Клайн — Настоящий смех as Garry Essendine - Арндт, Дэнис — Heisenberg as Alex Priest - Купер, Крис — Кукольный дом. Часть 2 as Torvald Helmer - Хоукинс, Кори — Шесть степеней отчуждения as Paul - Мейс, Джефферсон — Осло as Terje Rød-Larsen                      | - Лори Меткаф — Кукольный дом. Часть 2 as Nora Jorgensen - Кейт Бланшетт — Подарок as Anna Petrovna - Дженнифер Эль — Осло as Mona Juul - Салли Филд — Стеклянный зверинец as Amanda Wingfield - Лора Линни — Лисички as Regina Hubbard Giddens                                      |
| Лучшая мужская роль в мюзикле | Лучшая женская роль в мюзикле |
| - Бен Платт — Дорогой Эван Хэнсен в роли Эвана Хэнсена - Кристиан Борль — Фальцеты as Marvin - Джош Гробан — Наташа, Пьер и Большая комета 1812 года в роли Пьера Безухова - Энди Карл — День Сурка as Phil Connors - Дэвид Хайд Пирс — Хелло, Долли! as Horace Vandergelder | - Бетт Мидлер — Хелло, Долли! в роли Долли Галахер Леви - Дэни Бентон — Наташа, Пьер и Большая комета 1812 года в роли Наташи Ростовой - Кристин Эберсоул — Война красок в роли Элизабет Арден - Пэтти Люпон — Война красок as Helena Rubinstein - Ева Ноблзада — Мисс Сайгон as Kim |
| Лучшая мужская роль второго плана в пьесе | Лучшая женская роль второго плана в пьесе |
| - Майкл Аронов — Осло as Uri Savir - Дэнни Де Вито — Цена as Gregory Solomon - Nathan Lane — The Front Page as Walter Burns - Richard Thomas — Лисички as Horace Giddens - John Douglas Thompson — Пятак as Becker                                                           | - Синтия Никсон — Лисички as Birdie Hubbard - Johanna Day — Пот as Tracey - Jayne Houdyshell — Кукольный дом. Часть 2 as Anne-Marie - Condola Rashād — Кукольный дом. Часть 2 as Emmy Helmer - Michelle Wilson — Пот as Cynthia                                                      |
| Лучшая мужская роль второго плана в мюзикле | Лучшая женская роль второго плана в мюзикле |
| - Гэвин Крил — Хелло, Долли! as Cornelius Hackl - Майк Файст — Дорогой Эван Хэнсен as Connor Murphy - Andrew Rannells — Фальцеты as Whizzer Brown - Лукас Стил — Наташа, Пьер и Большая комета 1812 года в роли Анатоля Курагина - Brandon Uranowitz — Фальцеты as Mendel    | - Рэйчел Бэй Джонс — Дорогой Эван Хэнсен as Heidi Hansen - Kate Baldwin — Хелло, Долли! as Irene Molloy - Stephanie J. Block — Фальцеты as Trina - Jenn Colella — Издалека as Annette, Beverley Bass, and others - Mary Beth Peil — Anastasia as Dowager Empress Maria Feodorovna    |